# Airbus A310 MRTT
L'Airbus A310 MRTT (acrònim en anglès de Multi Role Tanker Transport, 'Transport d'abastament multifuncional Airbus A310') és un avió cisterna per a abastament en vol fabricat per la companyia Airbus Military basat en el model civil Airbus A310. Prèviament, els A310 han sigut operats simplement com a avions de transport.

## Disseny
És un avió militar de càrrega, pesant i de llarg abast, de disseny bimotor, derivat de l'avió comercial de passatgers Airbus A310, pot ser equipat amb sondes d'abastament de combustible en, dos sota les ales i una sota el fuselatge central, també pot ser convertit per operar com a avió de transport de tropes, transport de càrrega i equipament militar, avió de rescat, avió de comandament aeri de batalla i avió hospital, per equipar les forces aèries dels països membres de l'OTAN i altres països d'arreu del món, amb un avió de càrrega de disseny multifuncional.